# Sommermädchen
Sommermädchen war eine Fernsehsendung von ProSieben, die 2009 und 2011 in zwei Staffeln ausgestrahlt wurde. In dem Format fanden sich Elemente von Casting- und Reality-Spielshows, es erinnerte teilweise an die Castingshow Germany’s Next Topmodel, obgleich es um Spiele und nicht um Modeljobs ging. 

## Moderation
Die Show wurde 2009 von Charlotte Engelhardt und Steven Gätjen moderiert, 2011 von Jana Ina und Giovanni Zarrella.

## Konzept
Ziel der Sendung war es laut ProSieben, den Titel Sommermädchen an die „Traumfrau der Deutschen“ zu vergeben, die schön, schlau, sportlich, elegant, lustig und mutig sein musste. Dazu traten die Kandidatinnen in meist sportlichen Wettbewerben an.
Die Siegerin gewann ein Fotoshooting für die FHM, eine Reise, einen Reporterjob bei taff sowie 10.000 Euro.

## Ablauf

### 2009
Im Vorfeld der Show gab es am 16. Mai 2009 ein Casting in Köln, in dem aus 539 Bewerberinnen 17 Kandidatinnen im Alter zwischen 18 und 28 Jahren ausgewählt wurden. Jede Kandidatin trat bei der Show für ein Bundesland an. Nordrhein-Westfalen war zunächst zweimal vertreten, jedoch hatte man sich bei ProSieben vor Beginn der eigentlichen Produktion für eine Vertreterin entschieden.
Um das Sommermädchen zu bestimmen, wurden in Cambrils an der Costa Daurada in Spanien in einem Feriencamp und umliegenden Orten verschiedene Wettkämpfe ausgetragen, die meist zumindest teilweise mit Sport zu tun hatten, und bei denen die Frauen Punkte sammeln konnten.
Ein Teil der Sendung war der so genannte „Body Check“. Dabei wurden die Kandidatinnen von einer Jury in jeder Sendung nach anderen Gesichtspunkten bewertet und erhielten je nach Abschneiden Punkte. Die Jury bestand aus Martino, laut ProSieben in Frankfurt geborener Plattenproduzent aus Los Angeles, und dessen Freund Nana, der Eventveranstalter ist. In einigen Folgen traten Gastjuroren auf. In Folge 2 fungierte Klaas Heufer-Umlauf als Juror beim Turmspringen. Im Hinblick auf den als Teil der Siegprämie ausgelobten taff-Reporterjob prüfte Annemarie Warnkross die Kandidatinnen in Folge 3 auf ihre Tauglichkeit als Moderatorinnen.
In jeder Sendung mussten die jeweils fünf Frauen mit den wenigsten Punkten ihre Koffer packen. Die Moderatoren entschieden vor der endgültigen Abreise, wer dennoch bleiben durfte.

### 2011
Die zweite Staffel lief weitgehend nach dem gleichen Schema wie die erste ab. Wettbewerbe waren diesmal u. a. eine Kunstflug-Challenge, eine Beachvolleyball-Challenge und eine Hangwoman-Challenge sowie ein Schlauchbootrennen in Folge 5.

## Siegerinnen
Mit einem Punkt Vorsprung hat Nina Weis (damals 23) den Titel des Sommermädchens 2009 gewonnen. Sie vertrat zwar Rheinland-Pfalz, wohnte zum Zeitpunkt des Sieges jedoch in Königswinter im benachbarten Nordrhein-Westfalen. Seit Juni 2013 moderiert sie die Clip-Show Clipmasters auf Sport1. Zweitplatzierte wurde die 19-jährige Katharina M. aus Sachsen-Anhalt, die bereits in der Endauswahl von Miss Germany 2009 stand.
2011 konnte sich Annika aus Frankfurt am Main knapp vor der Hamburgerin Sally B. als Siegerin durchsetzen. Dritte wurde Sophia T. aus Bonn.

## Ausstrahlungen und Quoten
Die erste Staffel wurde samstags um 20:15 Uhr ausgestrahlt, die zweite Staffel donnerstags um 20:15 Uhr.
Sommermädchen 2009 erreichte mit den ersten vier Ausstrahlungen vom 4. Juli bis 25. Juli 2019 keine zweistellige Quote in der werberelevanten Zielgruppe der 14- bis 49-Jährigen. Die Sendung blieb deutlich unter dem Senderschnitt und den Quoten des Vorbilds Germany’s Next Topmodel. Erst Folge 5 vom 1. August konnte den Senderschnitt erreichen. Die sechs Folgen wurden am nächsten Tag, Sonntag morgens, wiederholt.
Aufgrund desaströser Quoten wurde Sommermädchen 2011 nach nur zwei Folgen kurzfristig aus dem Abendprogramm genommen. Die Ausstrahlung der restlichen Folgen fand nur noch zum Wiederholungstermin, freitags um 16 Uhr, zuletzt am 12. August 2011 statt.

## Kritiken
„Deutschland hat sich eine weitere Dimension des Demütigungsfernsehens erschlossen. ‚Sommermädchen 2009‘ heißt das Format, das sogar Til Schweigers glitschige Altherrenphantasie ‚Mission Hollywood‘ auf RTL unterbietet“

Spiegel Online unterstrich, dass in der Sendung ein sexistischer Eindruck entstehe, hierzu trage unter anderem die Kameraposition „auf Bauchnabel-Piercing-Höhe“ und der Preis eines Fotoshootings für die FHM bei. In diesem Artikel und im ProSieben-Forum zur Sendung wurde vor allem der Body Check kritisiert, da die beiden Juroren subjektiv entschieden und bei Zuschauern und Kritikern Zweifel an der von ProSieben angegebenen Prominenz der beiden aufkamen. Weiterhin wurde die Art kritisiert, wie sie die Vorentscheidung, eine Reduzierung der Kandidatinnen auf die fünf ihrer Meinung nach besten, durchführten, nämlich indem sie die Verliererinnen in den Pool schubsen, vor dem sich die Frauen aufgereiht hatten.

„Gut, ausgeblasene-Eier-heil-eine-Wasserrutsche-runterbefördern ist nicht gerade eine Aufgabe zur Zulassung zum Philosophie-Studium. Trotzdem ist man zu Beginn fast geneigt, es sympathisch zu finden, dass die Kandidatinnen nicht auf ihren Fettanteil untersucht werden, sondern ihre Begabung im Tauziehen unter Beweis stellen müssen.“

„Die Rollen sind zwischen Gätjen und Engelhardt klar verteilt: Während er erstaunlich ungehemmt aus dem Unterleib heraus moderiert (‚Hier kommen sie: Sommerschönheiten, prall gefüllt mit Ehrgeiz‘), mimt sie für die weiblichen Casting-Opfer die gute Freundin.“

„Und der Sinn des Ganzen? Es gibt keinen! Denn diejenige, die den Titel bekommt, wird sicherlich nicht der neue Star am Prominentenhimmel sein. Wahrscheinlich endet der Ruhm der Sommermädchen bald bei Sonja Zietlow als eine der ‚Zehn peinlichsten TV-Serien aller Zeiten‘.“

„Man weiß nicht, ob Pro Sieben eine Seele hat. Aber falls doch, dann ist sie spätestens gestern in Richtung Hölle gefahren. Kälter lächelnd […] hat sich noch kein Sender unter der Latte hindurchgeschummelt und diesen Akt als TV-Unterhaltung deklariert.“